# Brooklyn Children's Museum
El Brooklyn Children's Museum (en español: Museo de los Niños de Brooklyn) es un museo de uso general en Crown Heights, situado en el barrio de Brooklyn, en la ciudad de Nueva York. Fundado en 1899, fue el primer museo de los Estados Unidos, y algunos creen que del mundo, al atender específicamente las necesidades educativas de los niños. Es único también en su ubicación, puesto que se encuentra en una zona residencial. Construido en un subterráneo de varios niveles (galerías), el museo fue objeto de una ampliación y renovación para duplicar su espacio. Su segunda apertura estuvo el 20 de septiembre de 2008.

## Exposiciones
Las colecciones y exposiciones de este museo reflejan su larga historia, así como los cambios en las necesidades educativas de los niños a través del tiempo y cómo ha cambiado su contexto. La intención original del museo fue la presentación de la ciencia natural por aquellos niños que estaban criados en un entorno urbano, pero después de la Segunda Guerra Mundial, el enfoque de enseñar la tecnología y el conocimiento cultural se hizo más importante. La galería subterránea, en la cual se encuentra el museo, proporciona un lugar ideal para la organización de exposiciones "en evolución".  El museo no tenía la intención de atraer exclusivamente el interés de un público joven, pero si comprometer las mentes de los visitantes más menuts, para fomentar una adecuada educación ya desde la etapa de la infancia. Actualmente, los niños pueden contribuir en la planificación de las exposiciones del museo.

## Historia
El Museo fue fundado a raíz de una propuesta del Instituto de Artes y Ciencias de Brooklyen (hoy Museo, también a Brooklyn) el 16 de diciembre de 1899 a la Casa de Adams.  El museo funcionó bajo la dirección del Instituto de Brooklyn y recibió aproximadamente varios años unos 70.000 $ en fondo público para complementar las donaciones ya recibidas. Este fondo salió de la misma ciudad de Nueva York. La asistencia de público creció rápidamente, con la visita mensual superior a 13.000 personas en octubre de 1905.
El 1929, el museo abrió sus puertas como el anexo de Smith House. Eleanor Roosevelt asistió a la ceremonia. En 1930, la Administración del progreso del trabajo suministra centenares de trabajadores para el museo, aquello que facilitó la crisis de la Gran Depresión. Entre estos trabajadores se encontraba Ellis Credle, quién pintó murales antes de que su carrera como artista reconocido empezara. En octubre de 1930, la visita mensual de público consiguió una cifra de 60.000 personas y el 1939, el museo recibió movimiento de 9 millones de visitantes, coincidiendo con el 40 cumpleaños de la primera apertura.
El 1975, el museo se trasladó a un nuevo espacio, situado bajo Brower Park a las avenidas de Santo Marc y Brooklyn. En 1996, el museo fue una vez más renovado, a un coste de $ 7 millones, para incluir anfiteatros en miniatura y una serie de nuevas galerías. Dos años más tarde, se convirtió en una parte fundamentar del "coro de Brooklyn", una asociación cultural creada para #promover el turismo a Brooklyn.
En 2005, se clasificó en el lugar 406 de las instituciones de arte de la ciudad de Nueva York y recibió por parte de una donación privada de una empresa americana (la Carnegie Corporation) unos 20 millones de dólares, la cual fue posible gracias a una donación a la ciudad de Nueva York y a su alcalde Michael Bloomberg.
En este mismo año se inició la expansión del museo, con un coste de 43 millones de dólares, que estuvo casi el doble de la medida de aquel museo. Manejó además de 400.000 visitantes por cada año.
Actualmente, como parte de su compromiso con la integridad del medio ambiente y la eficiencia energética, la institución ha tenido el mérito de ser el primer museo de la ciudad de Nueva York para utilizar pozos geotérmicos para calentar y refrigerar.

## Cumpleaños y acontecimientos
El Museo de los Niños de Brooklyn alquila parte de sus instalaciones para fiestas de cumpleaños y otros acontecimientos, como pueden ser despedidas de soltera, casamientos, acontecimientos corporativos y de grupos culturales o especiales, entre otros.